# Sint-Sebastiaankerk (Michelbeke)

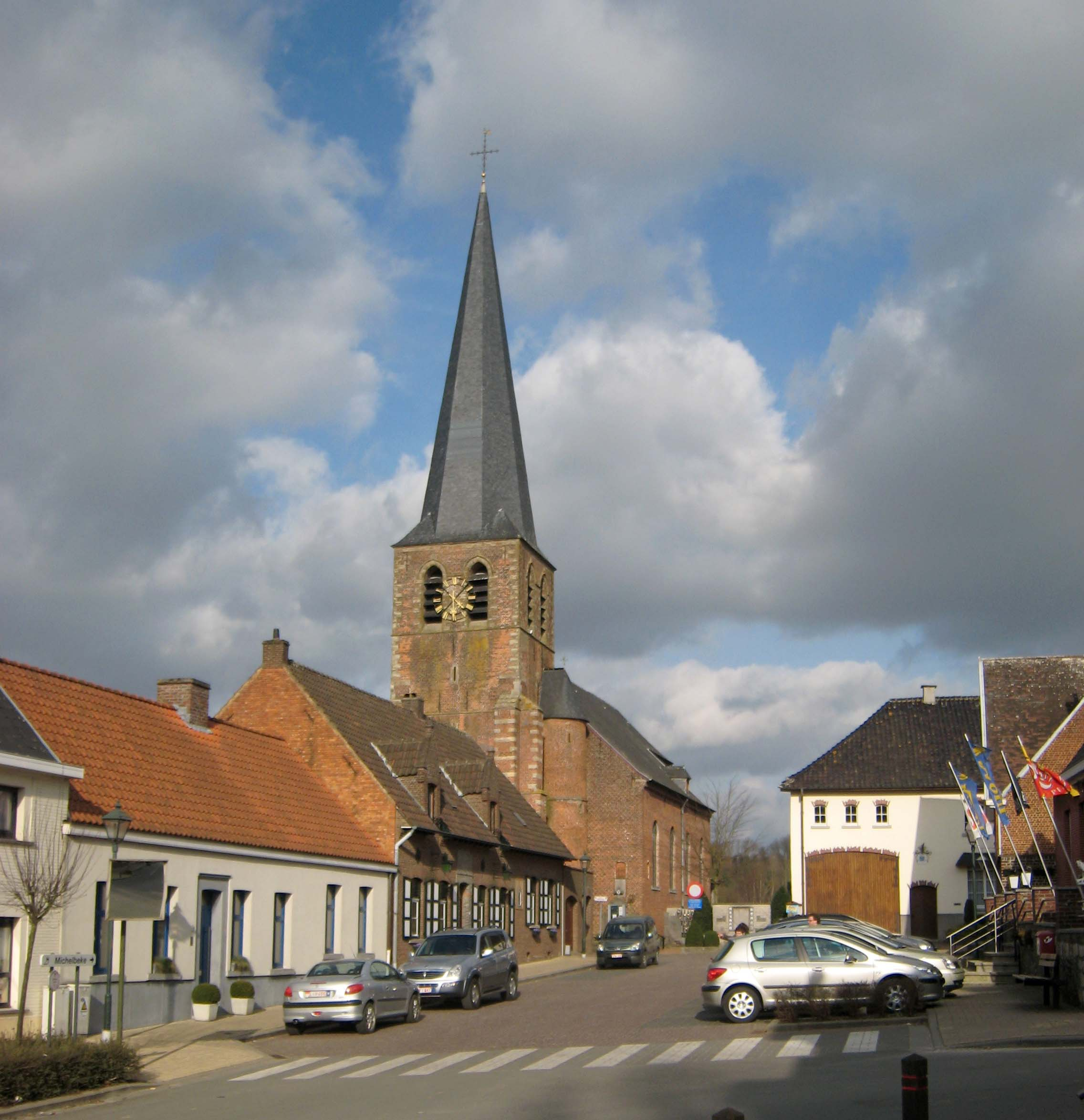
Sint-Sebastiaankerk

De Sint-Sebastiaankerk is de parochiekerk van de tot de Oost-Vlaamse gemeente Brakel behorende plaats Michelbeke, gelegen aan het Sint-Sebastiaansplein.

## Geschiedenis
De kerk heeft een laatgotische westtoren waarvan de ouderdom begin 16e eeuw (1520-1530) wordt geschat. Deze toren is het oudste deel van de huidige kerk, maar hoogstwaarschijnlijk is er een oudere kerk geweest. In 1792-1794 werd een geheel nieuwe kerk in classicistische stijl gebouwd met behoud van de westtoren.

## Gebouw
Het betreft een driebeukig bakstenen kerkgebouw met voorgebouwde toren en driezijdig afgesloten koor. De laatgotische toren heeft vijf geledingen en een korfboogportaal.

## Interieur
De kerk bezit enkele 17e-eeuwse schilderijen zoals Aanbidding der herders (1666), Marteldood van de heilige Sebastiaan en Onze-Lieve-Vrouw schenkt rozenkrans aan Heilige Dominicus. Ook is er een 17e-eeuws kruisbeeld en een 18e-eeuws reliekschrijn van Sint-Sebastiaan.
Het hoofdaltaar heeft een 18e-eeuws tabernakel in rococostijl. Uit 1762 is een biechtstoel in rococostijl.
Het orgel (1777-1779) is vervaardigd door Pieter en Lambert-Benoit Van Peteghem, oorspronkelijk voor de Onze-Lieve-Vrouw van Pamelekerk te Oudenaarde en in 1886 naar Michelbeke gebracht.